# Landelijke Studenten- en Scholierenbond
De Landelijke Scholieren- en Studentenbond (LSSB) is een overkoepelende bond van studenten- en scholierenbonden in Suriname.
De bond werd op 22 december 2016 opgericht. De eerste voorzitter is Edgar Sampie, die op dat moment lid was van het Nationaal Jeugdparlement (NJP). Oud-NJP-voorzitter Derryl Boetoe werd benoemd tot voorzitter van de adviesraad van de LSSB. Er werd een oprichtingsplechtigheid gehouden met toespraken van zanger Kenny B en Assemblée-lid Belfort.
In aanloop naar de oprichting gingen negen jaren voorbij; tijdens het Nationaal Jeugdcongres van 2007 was al eens melding gemaakt van het initiatief. Door ontevredenheid van leden en een volgens Sampie te grote invloed van aanhangers van de regerende NDP ('paarse partij') kende de bond in de eerste twee jaren een grote leegloop. Sampie trok daarom in september 2018 de conclusie dat de bond al die tijd in feite in oprichting is gebleven. In januari 2020 maakte hij bekend, de bond weer opnieuw te willen herleven.